# Penry Williams (Historiker)
Penry Herbert Williams (* 25. Februar 1925 in Kalkutta; † 30. April 2013) war ein britischer Historiker.

## Leben
Penry Williams wurde 1925 in Kalkutta geboren, wo sein Vater in dem dortigen Turf Club arbeitete. Bald darauf kehrte die Familie in das Vereinigte Königreich zurück und ließ sich in der Grafschaft Hertfordshire nieder. Nach dem Tod seines Vaters 1939 zog die Familie nach Wales.
Williams besuchte das Marlborough College. 1943 trat er der Royal Artillery bei. Zum Zeitpunkt der Beendigung seiner militärischen Ausbildung war der Zweite Weltkrieg gerade zu Ende gegangen. Williams diente nun in Indien und auf Java. Anschließend studierte er am New College der University of Oxford. Danach wurde er 1951 Junior Lecturer an der Manchester University. Dort schrieb er seine Dissertation. 1952 heiratete er. 1964 kehrte er an das New College zurück und lehrte dort den Rest seiner akademischen Karriere Geschichte. 1992 ging er in den Ruhestand. 1998 wurde er zum honorary fellow des New College ernannt.
Williams war seit 1991 verwitwet und lebte zuletzt mit seiner Lebensgefährtin zusammen. Aus seiner Ehe gingen zwei Kinder, eine Tochter und ein Sohn hervor.

## Schriften
- The Council in the Marches of Wales under Elizabeth (1958)
- Life in Tudor England (1963)
- The Tudor Regime (1979)
- mit John Buxton (Hrsg.):   New College Oxford 1379–1979 (1979)
- The Later Tudors: England 1547–1603 (1995, New Oxford History of England)
- mit Mark Nicholls: Sir Walter Raleigh In Life and Legend (2011)